# Daga Gewog
Daga (Dzongkha: དར་དཀར་), auch Darkar geschrieben, ist einer von fünfzehn Gewogs („Blöcke“) des Dzongkhags Wangdue Phodrang in Zentralbhutan. 
Daga Gewog ist wiederum eingeteilt in fünf Chiwogs (Wahlkreise). Laut der Volkszählung von 2005 leben in diesem Gewog 1347 Menschen auf einer Fläche von 344 km² in acht Dörfern bzw. Weilern in 152 Haushalten.
Der Gewog befindet sich im Süden des Distrikts Wangdue Phodrang am Ostufer des Puna Tsang Chhu, erstreckt sich über Höhenlagen zwischen 800 und 2700 m und ist zu 86 % mit Wald bedeckt.
Das Klima in Daga Gewog ist trocken und subtropisch mit jährlichen Regenfällen zwischen 800 und 900 mm. Die Durchschnittstemperaturen liegen in den wärmsten Monaten Juni und Juli bei 36 °C in den kältesten Monaten Januar und Februar zwischen 10 und 12 °C.
Ihr Auskommen hat die Bevölkerung von Daga Gewog hauptsächlich durch Ackerbau und Viehzucht. Es werden Reis, Zuckerrohr und Bambus angebaut. Ebenfalls von Bedeutung sind Geflügelzucht und Viehwirtschaft zur Milch-, Käse- und Butterproduktion.
An staatlichen Einrichtungen gibt es neben der Gewog-Verwaltung
zwei Stationen zur Gesundheitsgrundversorgung (BHU, Basic Health Unit) 
und drei medizinische Beratungsstellen (Outreach Clinic) 
sowie ein Büro zur Entwicklung erneuerbarer natürlicher Ressourcen (RNR, Renewable Natural Resource centre).
Zu den Schulen im Gewog zählen zwei Grundschulen mit etwa 230 Schülern.
Insgesamt gibt es in diesem Gewog sechs buddhistische Tempel (Lhakhangs), die sich in Staats-, Gemeinde- oder Privatbesitz befinden. Zu den Kulturdenkmalen zählen das Kloster Uma Choling Goenpa, der im 16. Jahrhundert gegründeten Tempel Uma Norbugang Lhakhang sowie die Tempel Gebaykha Lhakhang, Taksha Norbuding Lhakhang und Wogay Lhakhang.
| Chiwog                                | Dörfer bzw. Weiler |
| ------------------------------------- | ------------------ |
| Uma Khatoed ཨུ་མ་ཁ་སྟོད་                 | Uma Khatoed        |
| Kamichhu Uma Khamaed ཀ་མི་ཆུ་_ཨུ་མ་ཁ་སྨད་ | Uma Khamaed        |
| Kamina Wogyal ཀ་མི་ན་_འོ་བརྒྱལ་           | Kamina             |
| Kamina Wogyal ཀ་མི་ན་_འོ་བརྒྱལ་           | Wogyal             |
| Gyapakha རྒྱས་པ་ཁ་                      | Gyapakha           |
| Sili Taagsha སི་ལི་_སྟག་ཤ་               | Sili               |
| Sili Taagsha སི་ལི་_སྟག་ཤ་               | Taagsha            |
| Sili Taagsha སི་ལི་_སྟག་ཤ་               | Tsara              |